# 奉天神社
41°47′46.0″N 123°24′05.4″E / 41.796111°N 123.401500°E
奉天神社是日本人于1916年在中华民国奉天省满铁附属地琴平町17号（今辽宁省沈阳市和平区北四马路24号八一剧场附近）建立的神社。该神社是在满铁附属地神社中规模最大的:112。主祭神为天照大神、明治天皇:210，具有国家神道的特征。神社在日本战败、满洲国灭亡后的1946年停止运作，大部分建筑在几年后被拆除。

## 背景

### 海外神社
海外神社指位于日本国以外的神社，大致最早出现于明治时代。而随着明治政府推行神道国家化，将神社作为祭祀国家神祇的公共设施，由政府部门管理，海外神社也并不例外。:106

### 氏子与崇敬者
海外神社的信众分为“氏子”与“崇敬者”。氏子是居住于海外的日本人，而崇敬者是信仰海外神社的当地居民。不论是作为海外日本居民的精神寄托还是作为国家神道的一部分，海外神社最初的受众都是日本人。1915年，日本向中国提出的《二十一条要求》激发了中国国内的排日运动，而青岛神社在排日运动中遭到了中国民众的攻击。此后日本的神道家和政府意识到作为外来宗教设施的海外神社必然会引起当地居民的排斥，故而开始考虑将当地居民发展为崇敬者。:110
当地居民对主祭神的接受程度对发展崇敬者影响重大，因此一些海外神社遭遇了主祭神问题。例如朝鲜神宫的主祭神是典型的国家神道配置：天照大神和明治天皇，这曾招致反对。反对意见认为应当像桦太神社和台湾神社一样，以产土神等国魂神（代表地方的神灵）为主祭神。最终的结果是国家神道占上风，仍以天照大神和明治天皇为主祭神。另一方面，原本以国魂神为主祭神的台湾神社（台湾当时是日本殖民地）在1944年将天照大神追加为主祭神，并改名为台湾神宫（以神宫为名，意味着以日本皇室、祖先为主祭神）。:111

### 满铁附属地神社
满洲地区的神社始建于日俄战争之后，最早的是建于1905年的安东神社。满洲地区的神社有290座之多，但设立于满洲国建国前的仅38座，而这38座中的大半都是满铁附属地神社，即修建于满铁附属地的神社:204-210。满洲国成立前建立的这些神社主要是为日本人提供祭祀神灵、进行祈祷的场所，通过仪式和活动安慰日本人的思乡之情，使他们不至于脱离神道教的控制。
日俄战争后日本从俄国手中获得东清铁路长春至大连间的经营权，1907年，南满洲铁道株式会社（以下称“满铁”）建立。满铁不仅经营铁路，也继承了铁道附属地，从而拥有在满铁附属地的行政权。满铁对附属地的管理自1907年起直至1937年将管理权让渡给满洲国政府为止。在1907年满铁附属地的面积为182平方公里，到1930年已经达到370平方公里。满铁附属地不仅包括铁路设施本身所占土地，也包括很多城镇区划，以及抚顺、鞍山等地的矿山。满铁在附属地的城镇区划中建设了各种基础设施以及学校、图书馆、医院、公园等。:207,208
满铁附属地的神社多由民间发起，而满铁常给予一些资助。满铁在1929年制定了《附属地内神社寄进金及神馔币帛料 取扱内规》，规定对特定区域的神社支付“神馔币帛料”。神馔币帛料会在每年的三大祭之时支付，分别是新年祭、新尝祭、春秋例祭（春秋各一次）。根据1929年的记载，神馔币帛料分为3等，最高一等是新年祭和新尝祭各10日元，春秋例祭20日元，包括奉天、安东、抚顺、长春4座神社；第二等是新年祭和新尝祭各8日元，春秋例祭15日元，包括10座神社；第三等为新年祭和新尝祭各5日元，春秋例祭10日元，包括8座神社。由于满铁在1937年将附属地管理权移交给满洲国政府，自1938年起由日本驻满洲国大使馆支付神馔币帛料。:209-214

## 沿革

### 初期

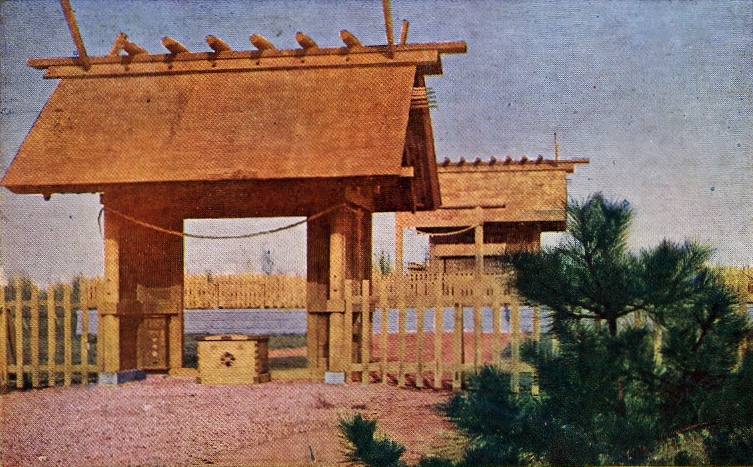
早期的本殿

奉天神社始于1915年（大正4年）10月25日，以大正天皇即位典礼为建立契机，其建立的主要目的是满足奉天满铁附属地的逐年增加的日本人的宗教需求:211。施工始于1916年夏，同年11月本殿及其围墙、开设在本殿围墙上的中门、神社围墙、临时社务所完工。12月16日，神社举行镇座祭，正式开设。此后灯笼、鸟居、手水舍、神輿库、社务所、制札所等陆续建成。:4
这一阶段的神社建设大约耗资16,500日元，由于其用地原本是练兵场，为平整地面，从附近取土垫高地面6尺。为了搬运沙土还设置了轻便铁轨。此外，神社还委托其他机构在其北方的十间房街道（今沈阳市市府大路）植树，耗资400日元。:5:61

### 第二期
1922年（大正11年）1月，神社决议兴修拜殿、社务所、正门、宿舍、神社围墙等。1923年开工，同年12月，拜殿、社务所、宿舍等完工，1924年12月，正门、围墙完工，并为纪念皇太子成婚在境内植树。:5
1925年时有神职人员4名。氏子（信仰者）17,899名，都是住在当地的日本人，其中有氏子总代（作为信众代表协助祭礼）25名，世话係（协助总代的人）175名。每年有大祭、中祭等祭典40个。每年春秋大祭时，奉天满铁附属地各町的日本居民会按照传统习惯抬神轿游行。1925年时境内面积9546坪（約31557.02平方）。1929年时，氏子有约23,000人，神社面积也扩大到3万余平方米（1万余坪）。奉天神社被誉为“美轮美奂，满铁沿线神社之中第一”，在海外神社中属于规模相当大的。:112:177

### 第三期
1928年（昭和3年），为纪念昭和天皇即位典礼，神社决议改建本殿及其周边的祝词舍、中门、透塀。同年8月开工，次年8月完工。1930年5月5日，获天皇赏赐300日元。1930年6月，获得伊势神宫赠予的宝物，同年神社建设了御神库、连廊架、新社务所，此后陆续有各种设施增设。:5,6
1937年12月1日，日本在满洲的治外法权取消，满铁附属地的行政等事务交由满洲国管理。但神社仍由日本的关东局管理，故而奉天神社包括春日公园仍由日本政府管理。
1940年时，为纪念皇纪2600年，满洲国各地也举行了各种庆祝仪式。5月14日、15日在奉天神社也举行了各种活动，包括剑道大会、铳剑道（刺刀格斗技）大会、相扑大会、弓道大会等竞技。当时满铁附属地的各学校也常在每月1日到奉天神社参拜。

### 毁弃及原址现状

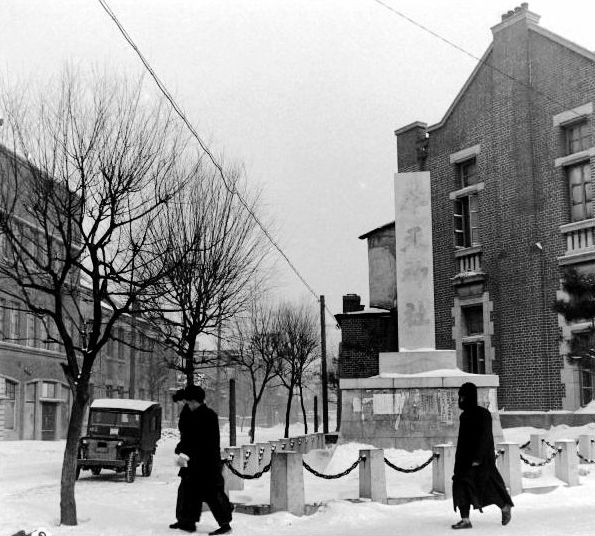
原琴平町（参道）和浪速通路口处（今中山路、同泽北街、北二马路路口）的“奉天神社”石碑，1946年时仍存，但文字已被抹去

神社在1945年6月美军的空袭中遭受燃烧弹攻击，有一部分被焚毁:512。日本战败，苏军占领奉天，8月19日，苏军进驻神社。一部分宿舍遭到毁坏，木制物品都被拆走作为燃料，剩余2栋宿舍由苏军占用，神职人员及家属也遭受了暴力，被迫迁往其他日本人家中居住:178,184。然而奉天神社的神体在社方的保护之下得到了转移。1945年12月，在苏军的许可之下，奉天神社重新得以运营：苏军允许日本人重新使用神社的建筑，12月30日举行了神体奉安仪式。1946年元旦，奉天的日本人仍然到神社参拜。:112,1131946年举行了升神祭（送神的仪式），宣告神社的终结。
在沈阳的国民政府统治时代，本殿和鸟居虽荒废，仍残存。而在1951年左右，在建造体育馆时本殿和鸟居等被拆毁。拜殿仍留存。:221有日本人记录1958年时拜殿可能被军队用作剧场。:49
至1985年时仅神社拜殿仍存在于原址，此后被拆除。2006年8月时，神社故地已无原神社建筑，沿街为普通的商业设施，其余部分为部队所属剧场、宿舍、公园等:20。2009年时原址所在区域归属于沈阳军区军人俱乐部，但并无门禁，普通人可以任意进入。2011年前后有资料显示神社的部分北侧围墙尚存。原拜殿前的两座狛犬在2019年时仍存，位于八一剧场门口。

## 设施

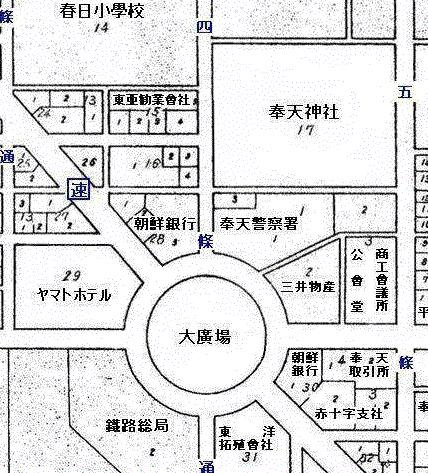
1935年地图中的奉天神社周边

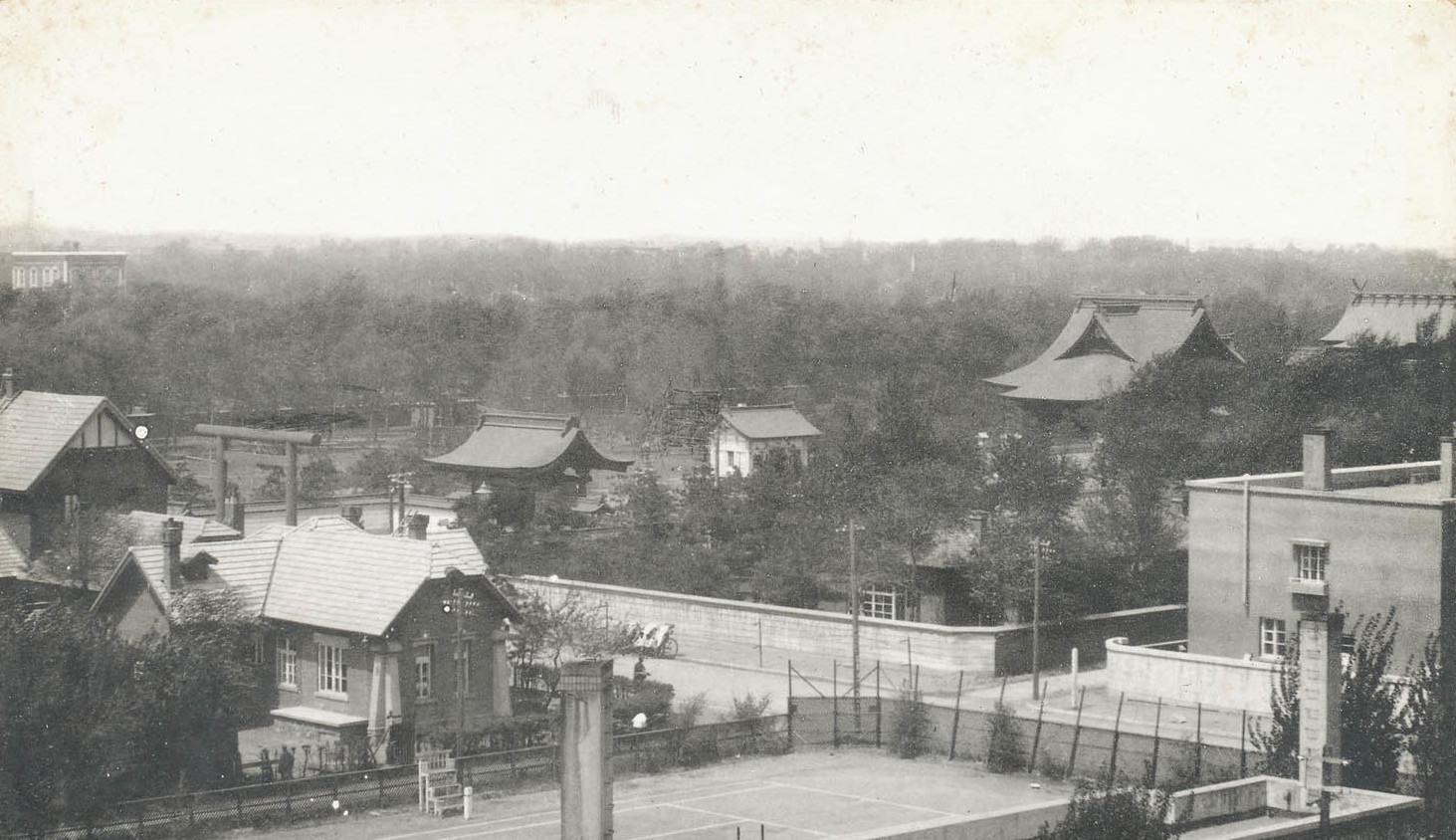
从南侧望见的神社。本殿位于图中最右方

奉天神社位于满铁附属地琴平町的东北端，因为琴平町的街道恰好延伸到神社门前，所以也可以说是其表参道。神社正门前横向的街道是北四条通（今北四马路），是通向大广场（浪速广场）的道路。神社东侧邻接奉天警察署:219。神社占地31,750平方米，外苑占地20,028平方米:152。
神社正门前自1928年起有鸟居（高32尺4寸:185），鸟居内侧左右有石灯笼，再向前进为正门。进入正门后，沿着向左前方延伸的道路前进，两侧有日本国旗旗杆，左侧稍远处有遥拜所。遥拜所设有青铜灯笼和青铜神马。继续前行，正前方是拜殿，拜殿前左右有石灯笼和狛犬。拜殿后方为本殿。本殿由透塀（总长73间:185）环绕，在朝向拜殿的方向开有中门。中门内有祝词舍。:219
1928年之后的本殿建筑面积约46平方米（13.85坪），为流造、铜板葺，并在屋顶有置千木，由大连的小野木横井共同建筑所设计，满洲土建协会奉天支部承建；1915年建成的早期本殿为神明造、铁板葺，建筑面积约20平方米（6坪），设计者为冈大路。正门为木造切妻造铜板葺，有左右耳门，左右宽约4.7米（15.64尺），前后长约3.6米（12尺）。神社的所有设施都由日本人设计，由日本人的公司承建。:220,221
神社西侧为外苑，有角力场（相扑场）、大弓场等设施。:220
神社境内有樱花。:355

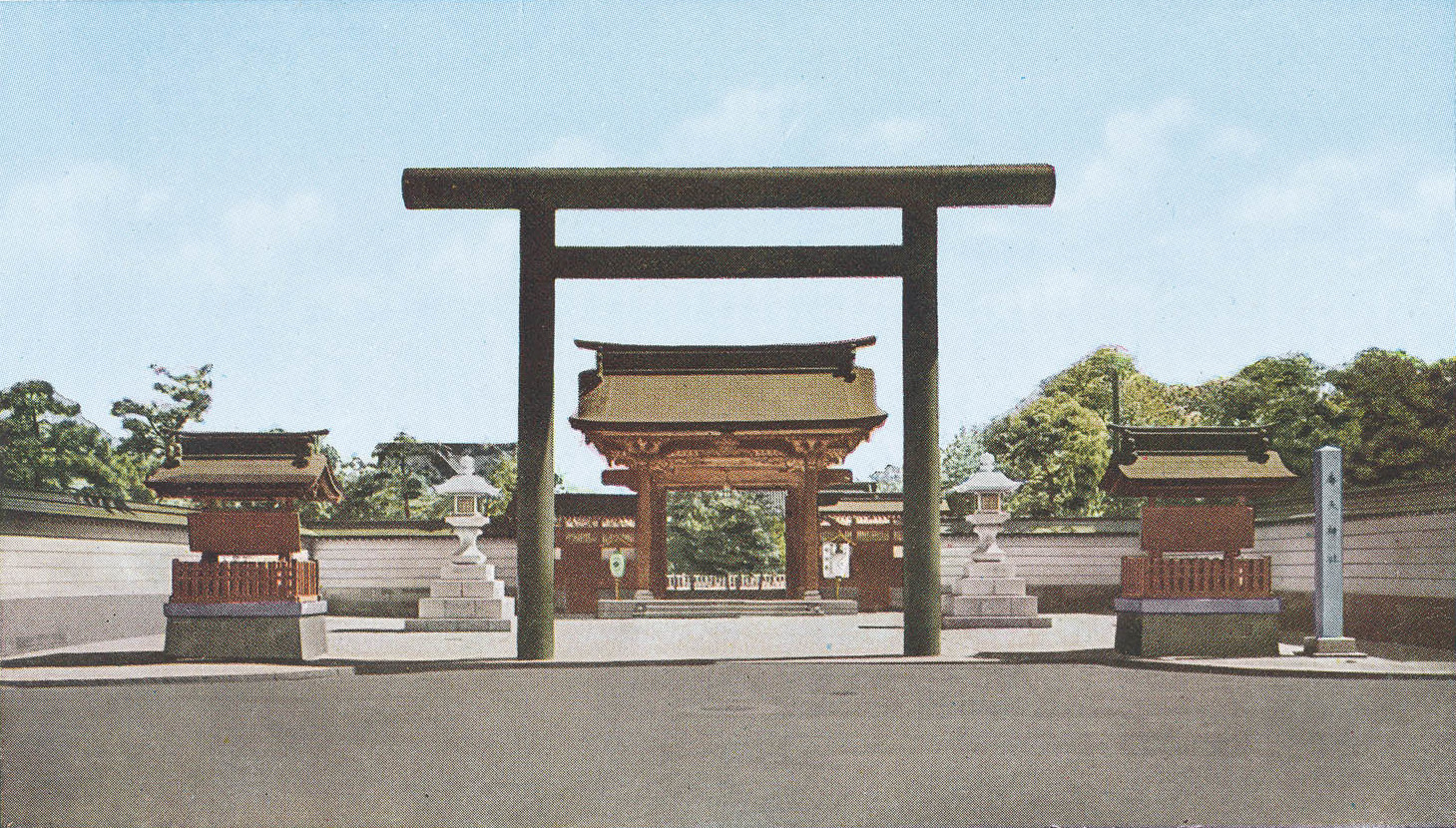
正门鸟居
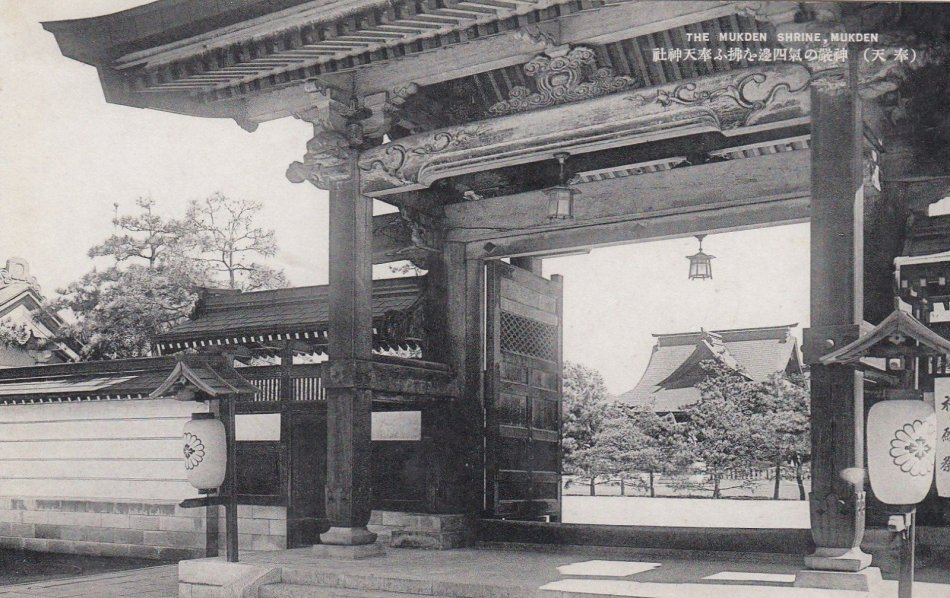
正门
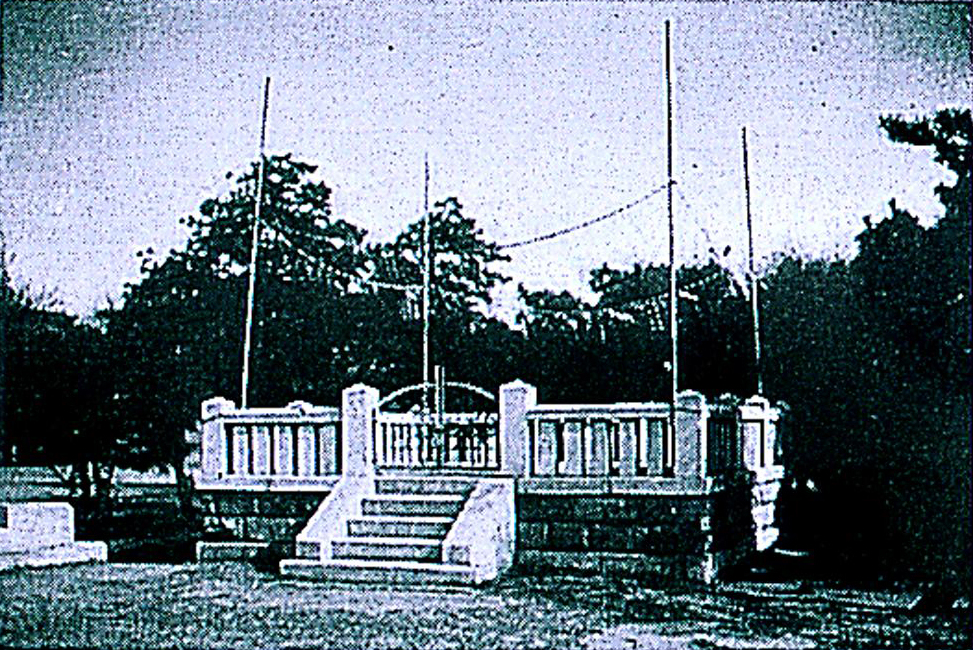
遥拜所
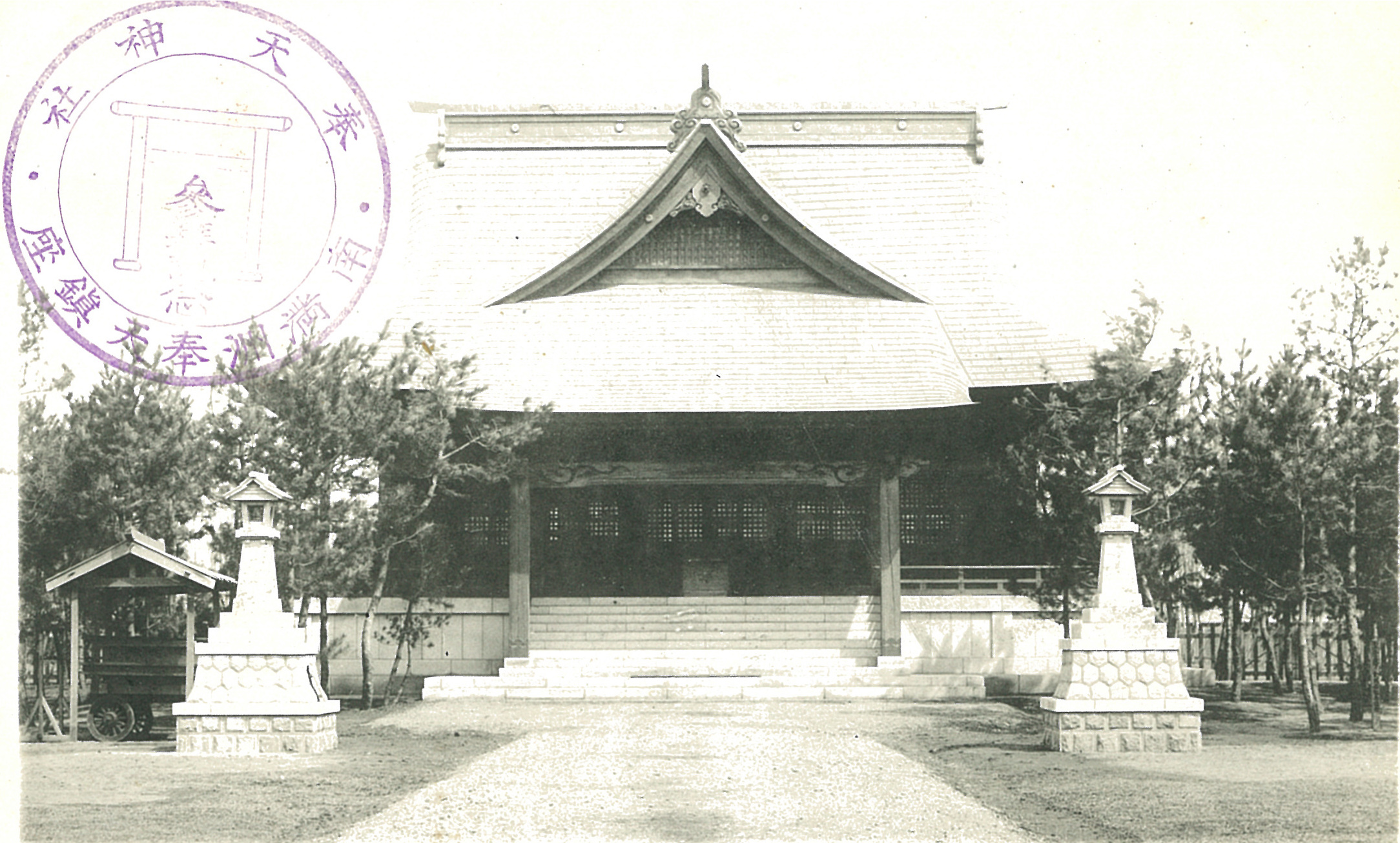
拜殿正面
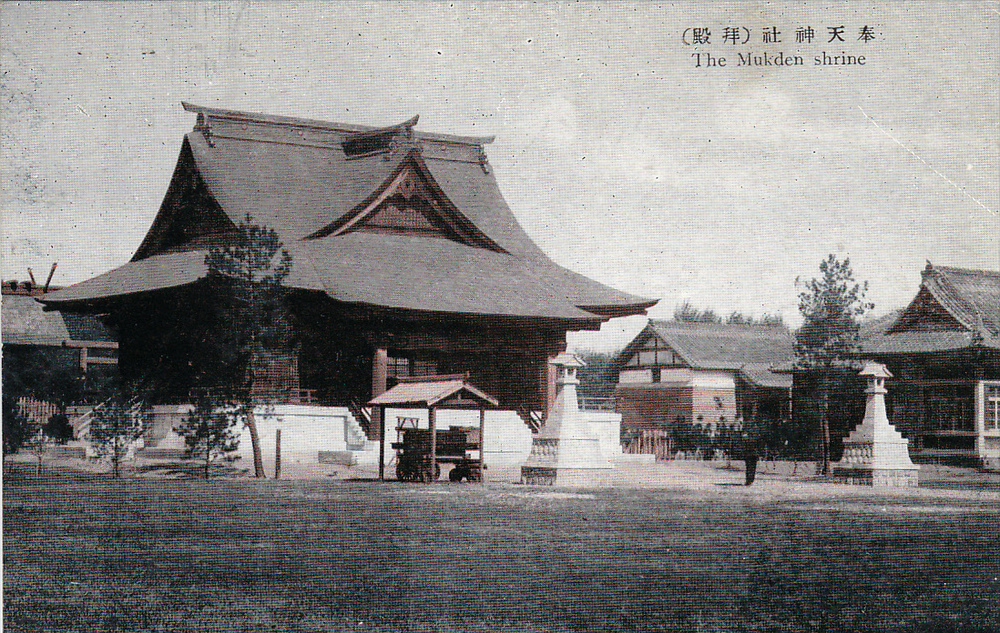
拜殿（自西南侧观）
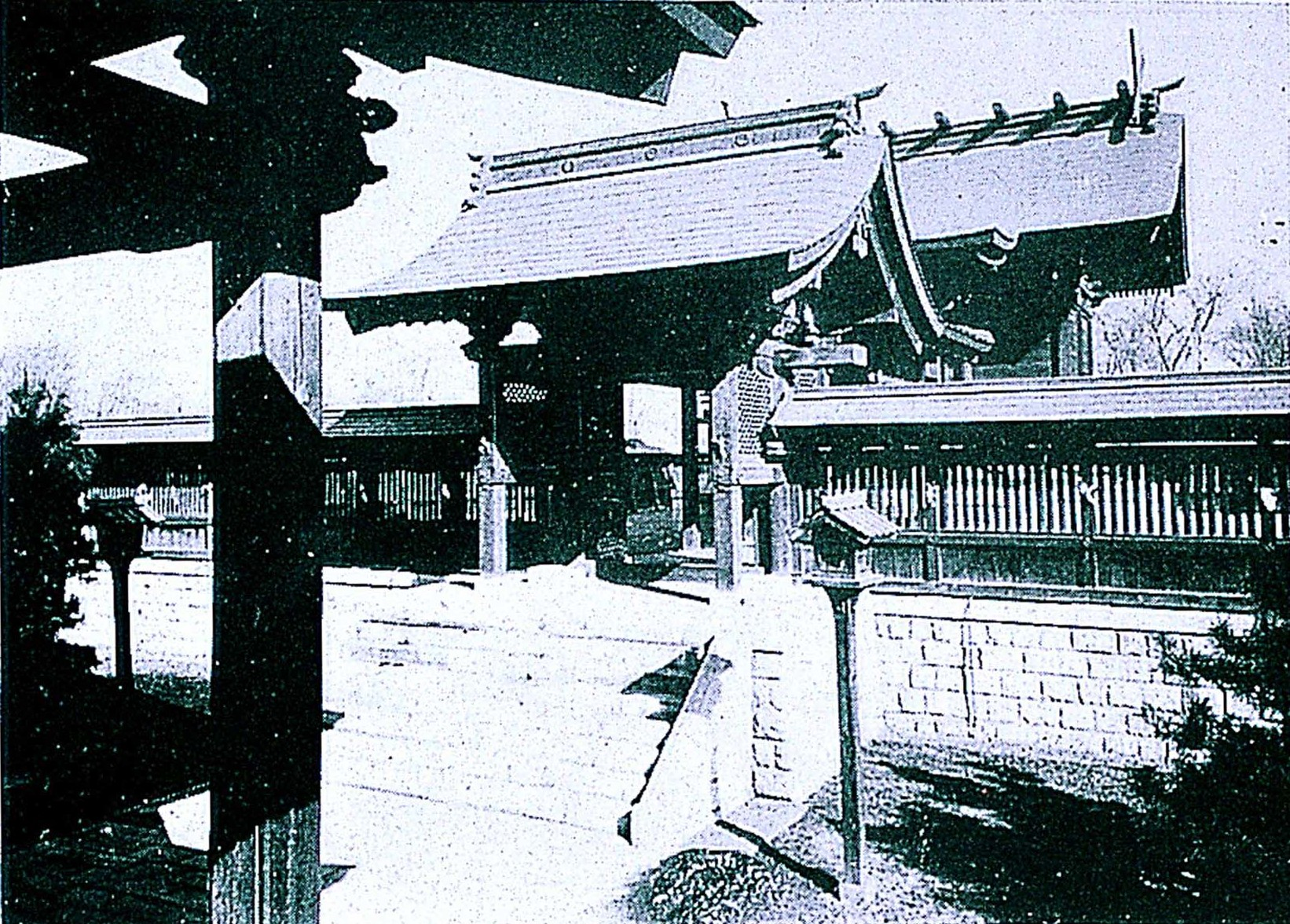
中门、透塀和祝词舍。后方可见本殿附有置千木的屋顶
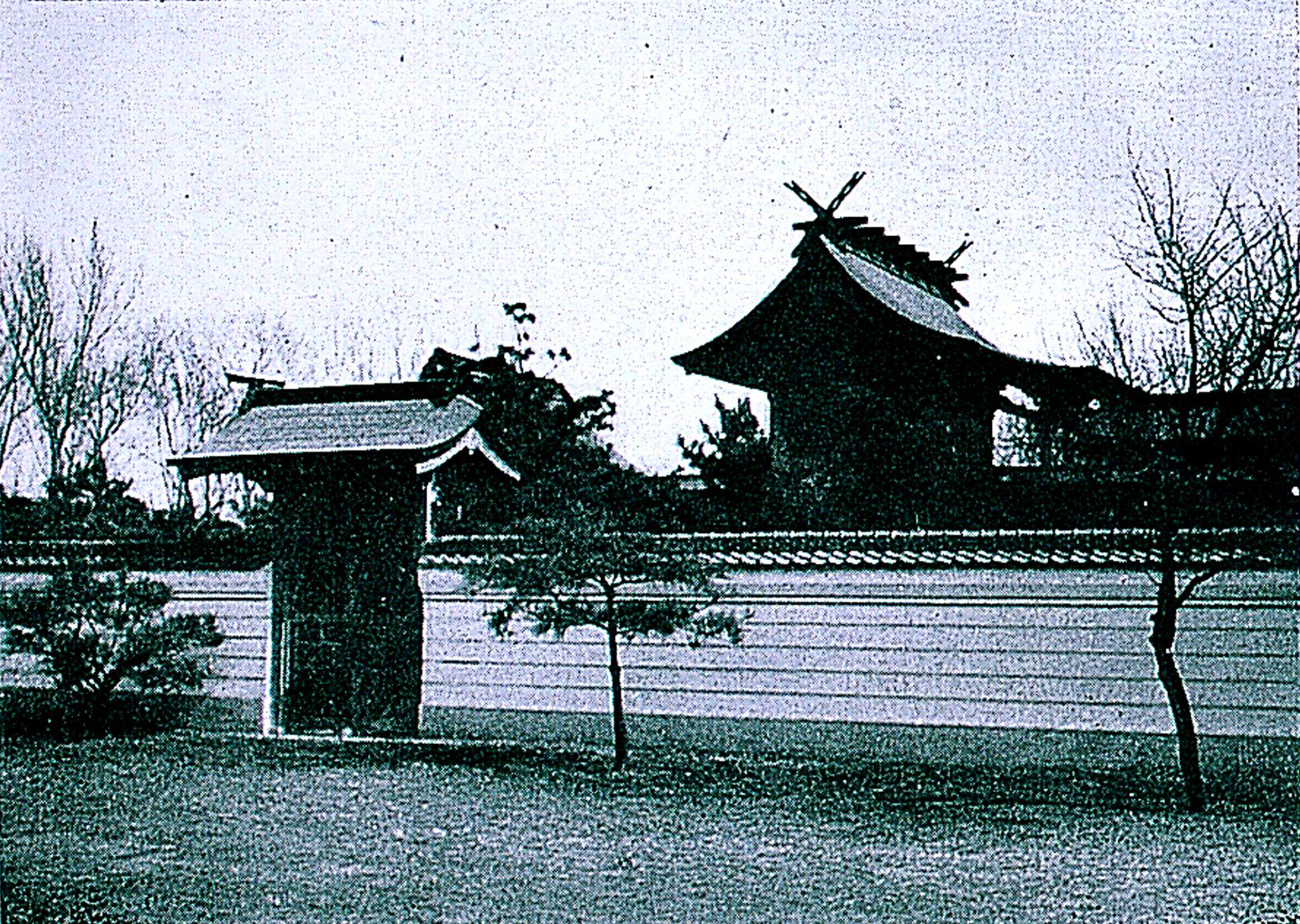
从西侧（外苑）方向望见的本殿
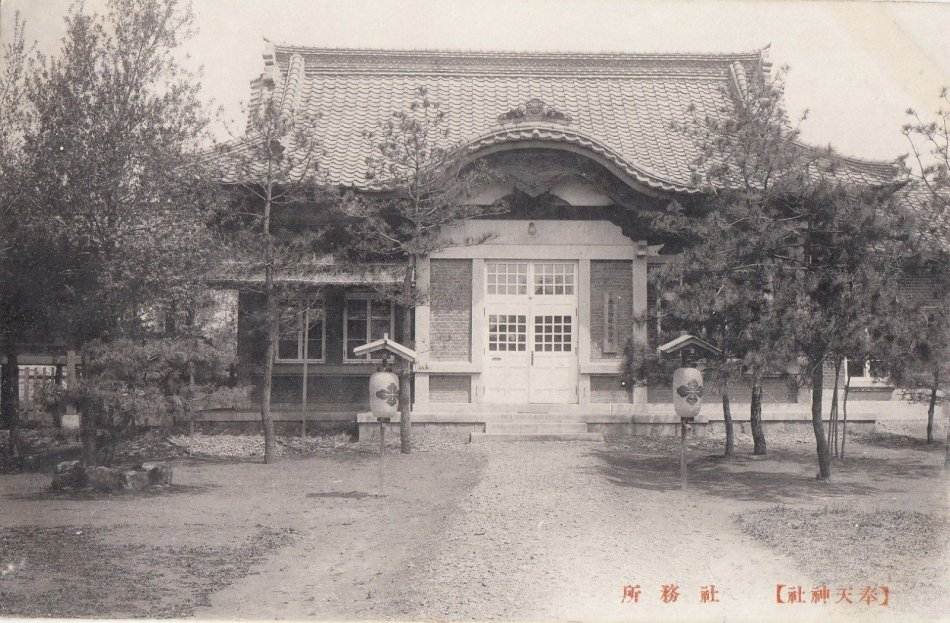
社务所
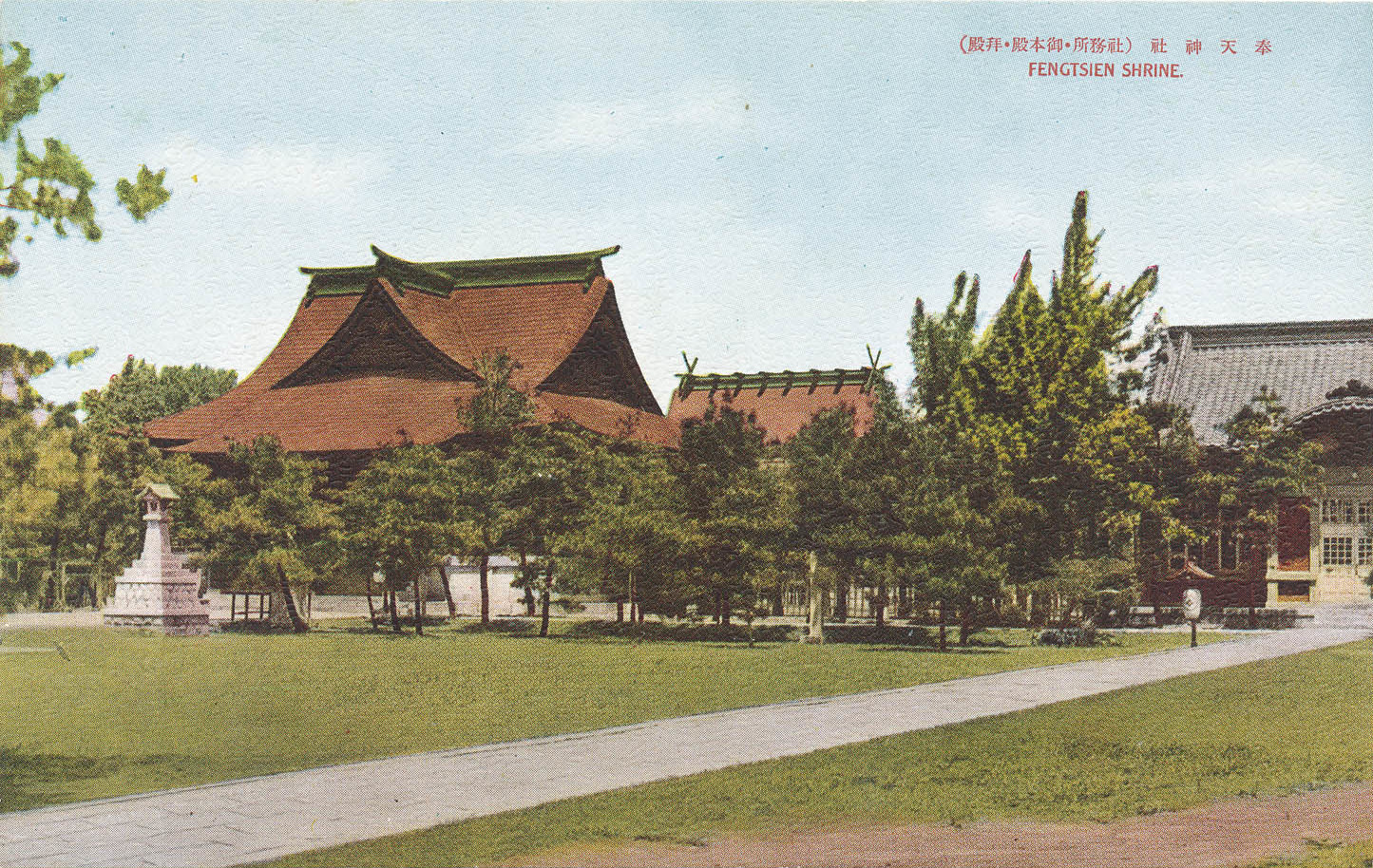
自左至右为拜殿、本殿和社务所。从南向北望
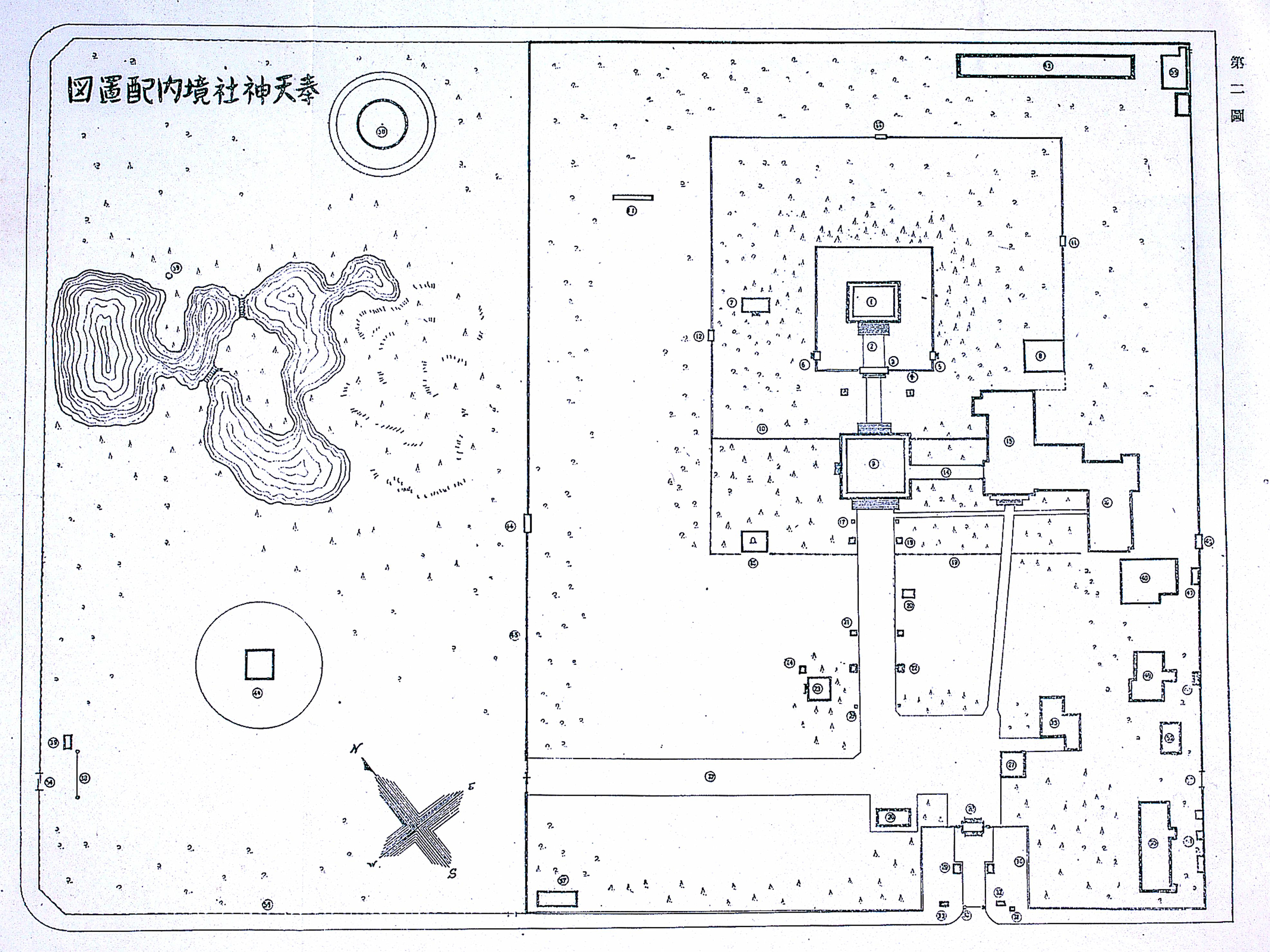
神社境内地图

### 西塔神社

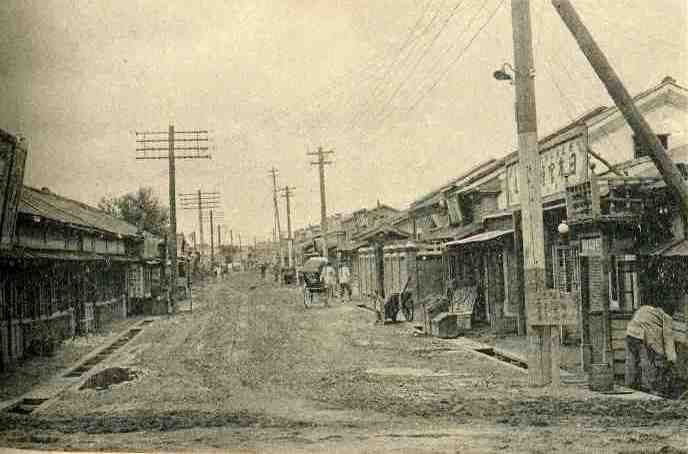
西塔地区是较早的日本人聚居区，后来也被划入奉天满铁附属地，但基础设施水平不及满铁附属地主要部分。图中为早期的西塔大街

西塔神社是奉天神社的境外末社，但其建设早于奉天神社。西塔区域是奉天较早的日本人聚居区，划入满铁附属地后改名为柳町和日吉町。神社最初在柳町和日吉町交界的一角:453，1910年，民众募集资金，在柳町的三角地（三角公园:128）开始建设西塔神社，1915年完工。西塔神社境内还有附属的宫地岳神社。西塔神社主祭神为仓稻魂命、大宫比卖命、猿田彦命；宫地岳神社主祭神为宗像三女神（多纪理比卖、多纪津比卖、狭依比卖）和息长足比卖。社殿面积约9平方米，仓库约24平方米。根据1939年的资料，西塔神社的信奉者为130户。:25,26:65
西塔神社所在的柳町公园全体被视为西塔神社境内，故而在1937年12月1日，日本在满洲国治外法权撤销，满铁停止对附属地的管理之后，柳町公园仍由关东局管理，并未移交给满洲国管理。

## 年中行事
奉天神社每年的祭事基本与当时日本普通的官国币社基本一致。其特有的祭事为3月10日的奉天大会战纪念报赛祭、7月7日“支那事变纪念祭”和9月18日满洲事变报赛祭这三场纪念日本战胜的祭事。:62
奉天神社一年间最大的祭事为9月14、15日的秋季例大祭。具体而言，14日夜晚7时开始为前夜祭，15日上午8时开始为本祭，9时举行神幸祭，其后有御旅所祭和还幸祭：神幸祭后开始神舆巡行，路线为加茂町、富士町、日吉町然后在西塔举行御旅所祭，午餐后经宫岛町、松岛町、至高千穗广场（今新华广场）休憩，然后经春日町、琴平町回到神社拜殿，进行还幸祭。最后以直会作结。神幸祭始于1921年，当时设置于巡行沿途的注连绳招致了一些中国人的抗议，并且在神舆巡行时有中国人呼喊反日口号，并且有人投石，导致数十名日本人受伤，但巡行并未中止。1922年时，尽管考虑到第一次直奉战争的影响，一些人担忧神幸祭会再次遭遇抗议，由于氏子的支持，最终中日双方都投入人手保障安全，最终神幸祭得以顺利进行。此后尽管又有第二次直奉战争、柳条湖事件、九一八事变等事件，神幸祭也未曾取消。唯有1927年因大正天皇逝世而未举行。:62,63

## 运营
根据1939年的《奉天神社规程》，神社的氏子为居住在奉天市的所有日本人。作为信仰者的氏子具有运营神社的权利和义务，规程中未具体规定的部分以日本驻满洲国大使馆令和日本国内神社规则为准:72。作为氏子代表的“氏子总代”都是日本人，然而自1938年起，神社增设了“崇敬者总代”，“崇敬者”为满洲国人；1939年有氏子总代82人，崇敬者总代5人:373-387。
氏子有义务向神社缴纳“神社维持氏子供进金”，除军人以外，日本的法人以及自然人户主需要缴纳该费用。费用每年分4次缴纳。最初由神社组织收缴，从1921年起，神社设置了“集金事务员”，依照满铁公费（共30等）、居留民会公课金（共16等）的等级确定了神社收费等级（共14等）。最高一等每季度收费15日元，最低一等每季度收费0.15日元。1929年，收费等级数从14等增加为15等，对于原先不必缴纳费用的其他自然人每季度征收0.1日元。1933、1934年神社下调了收费金额。1937年，满铁将附属地行政权让渡给满洲国政府，但收费等级依然沿用原满铁附属地时代的划分。1939年，神社又改革收费制度，法人每季度缴纳金额与之前最高等级相同，为15满洲国圆，而自然人仅需户主每月缴纳0.1圆或0.05圆:81,82。
奉天神社自兴建之时就由奉天满铁附属地的日本人和满铁共同建设和管理。在兴建之时，满铁还将抚顺站的木造旧宿舍充作资材拨给神社用以建造宿舍。:5
满铁拨给神社的补助金不限于前述规章所定的神馔币帛料，1932年度满铁拨给奉天神社的经费为16,000日元，在满铁附属地神社中为最多（然而低于同年度拨给大连神社的26,000日元）。:111
截至1939年，自奉天神社奉请分灵的神社有苏家屯神社、大虎山神社、新民府神社、沟帮子神社、海伦神社、横道河子神社、赤峰神社、山城镇神社、朝阳镇神社。:64:60有观点认为奉天神社也曾经试图基于国家神道的观点升格为奉天神宫未果，但由于在满洲各地都有直接从奉天神社而非自日本本土奉请分灵的神社，奉天神社实际上成为了满洲神社的中心。:87

## 影响
截至1939年，到奉天神社参拜的日本皇族（包括原大韩帝国李王家）有十几位王、亲王，以及李家的两位公爵。很多关东军、满铁和满洲国要人参拜了奉天神社。:9-20

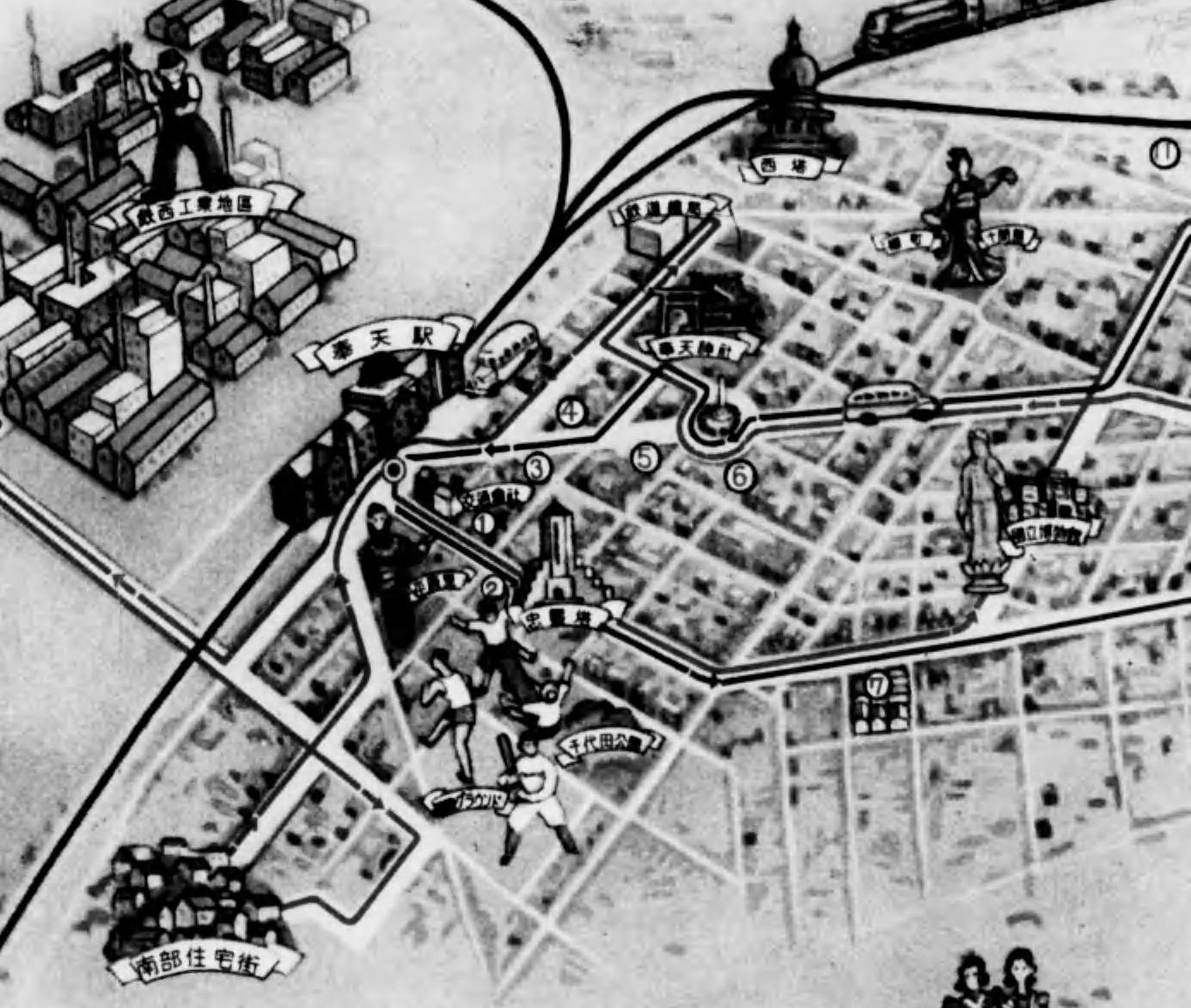
奉天交通株式会社宣传册中的游览巴士路线，奉天神社位于图片正中偏右上的位置

奉天神社是满洲国时期奉天名胜之一。根据1939年奉天交通株式会社的宣传册子，该公司开设有奉天游览巴士，其线路沿途景点中就有奉天神社。
根据大本教书籍的记录，1929年，世界红卍字会的一些中国人曾在访日后，归国途中经过奉天并与日本人一同参拜，是第一次中国人进行的参拜。
《华商晨报》一篇署名文章称，每逢春秋两季和溥仪“访问日本的纪念日”，日方都要强迫中小学生到奉天神社等处进行祭祀活动，是日本对中国人进行奴化教育的一部分，不过该文章中有不少常识性错误。《三联生活周刊》一篇无署名文章认为，此神社是日本用于奴役中国人精神的工具之一。

## 关联条目
- 满铁附属地神社列表
- 滿洲國神社列表
- 南滿洲鐵道
- 国家神道

### 论文、报告
- 新田光子. . ソシオロジ. 1984, 29(2): 105–128. NCID AN00134944 （日语）.
- 津田良树; 中岛三千男; 堀内宽晃; 尚峰.  (PDF). 人類文化研究のための非文字資料の体系化 (神奈川大学21世紀COEプログラム研究推進会議). 2007-03, 4: 203–289  [2018-08-06]. （原始内容存档 (PDF)于2021-01-11） （日语）.
- 堀内寛晃.  (PDF). 非文字資料研究　News Letter (神奈川大学 日本常民文化研究所 非文字資料研究センター). 2006-12-31, 14. NCID AA12764799 （日语）.[永久]
- 稲宮康人.  (PDF). 研究成果報告書 (神奈川大学 日本常民文化研究所 非文字資料研究センター). 2014-03-20 （日语）. 第10章：神社跡地の撮影を続けるにあたって[永久]
- Kenneth Ruoff.  (PDF). Japan Review (International Research Center for Japanese Studies). 2014, 27: 171–200  [2018-08-06]. （原始内容 (PDF)存档于2018-09-10） （英语）.
  - Kenneth Ruoff. . 朝日新聞デジタル. 2015-03-13  [2018-08-06]. （原始内容存档于2020-11-27） （日语）.
- 山内磐夫. 平和祈念事業特別基金 , 编.  (PDF). 労苦体験手記（引揚編） (平和祈念展示資料館). 2010, 7  [2024-03-19]. （原始内容存档 (PDF)于2024-03-19） （日语）.
- 横山宏. . 一桥大学经济学部. 2009-08-21  [2018-08-08]. （原始内容存档于2018-08-08） （日语）.
- 佐藤弘毅.  . 神社本廳教學研究所紀要 (神社本庁教学研究所). 1999-02, 4. doi:10.11501/4428690 （日语）.

### 书籍
- . 奉天神社社務所. 1939-06 （日语）.[]
- 西牟田靖（日语：西牟田靖）. . 株式会社アドレナライズ. 2010-07-01 （日语）.
- 關東長官官房. . 1934 （日语）.
- 大本七十年史編纂会 (编).  上. 大本. 1964  [2018-08-07]. NCID BN09744308. （原始内容存档于2018-08-07） （日语）.
- 満蒙同胞援護会 (编).  . 河出書房新社. 1962 （日语）.
- 嵯峨井建（日语：嵯峨井建）. . 芙蓉書房出版. 1998  [2022-02-22]. （原始内容存档于2021-05-13） （日语）.
- 福田実; 藤川宥二. . 謙光社. 1983 （日语）.
- 橋谷弘. . 吉川弘文館. 2004-03-01. ISBN 9784642055741 （日语）.
- 大陸神道聯盟. 嵯峨井建 , 编.  . ゆまに書房. 2005-09. ISBN 978-4-8433-1935-2 （日语）.
- 新田光子.  . おうふう. 1997-03: 265. ISBN 978-4273029289 （日语）.
- 北条秀一.  . 引揚者団体全国連合会出版部. 1948. doi:10.11501/1658964 （日语）.
- 谷沢惣四郎. .  . 白雪会本部. 1962-08. doi:10.11501/1701370 （日语）.
- 新保條市. . 瑞穂村開拓刊行委員会  (编).  . 瑞穂村開拓刊行委員会事務局. 1982-08. doi:10.11501/11991510 （日语）.

### 新闻
- . 満州日日新聞. 1937-11-19  [2024-03-28]. （原始内容存档于2024-03-29） （日语）.
- 杨树. . 澎湃新闻. 2018-02-17  [2018-08-06]. （原始内容存档于2018-03-21）.
- 冯翔. . 华商晨报. 2007-06-15  [2018-08-10]. （原始内容存档于2015-05-15）.
- 张昕. . 辽宁日报. 2015-06-10  [2018-08-16]. （原始内容存档于2018-08-16）.
- 工藤和直. . Record China. 2019-02-19  [2023-04-25]. （原始内容存档于2023-04-29） （日语）.
- 工藤和直. . Record China. 2018-06-02  [2020-05-27]. （原始内容存档于2020-07-25） （日语）.

### 杂志
- . 三联生活周刊. 2005-03-29,. 2005(11)  [2018-08-06]. （原始内容存档于2012-11-03）.

### 小册子
- , 奉天神社社务所, 1925, doi:10.11501/1909875 （日语）

### 博客
- 柳塘寒士. . 2011-04-07  [2018-08-06]. （原始内容存档于2018-08-06）.